# Медиареальность
Медиареальность — реальность, которую производят, представляют и обособляют медиа. Исследуется медиафилософией.

## Структура медиареальности
- Визуальный образ — имидж, мем, медиавирус
- Медиасубъект — участник медиарельности: медиамагнат, журналист, целевая группа.
- Медиатехнологии (логика медиа) — PR, реклама, зеппинг

## Природа медиареальности
- По одной из версий, медиареальность существует всегда, поскольку средства сообщения (биокоммуникация) предшествуют появлению человека. Реальность не может быть дана нам вне медиа, поскольку вне медиа нет никакой реальности. Медиа — это первичная реальность, через которую медиареальность показывает мир таким, какой он есть.
- По другой версии, медиареальность — это новая реальность, реальность всё более ускоряющегося мира, реальность, которую создают новые технологии медиакоммуникаций (телевидение, Интернет). Экономическую основу медиареальности составляет накопление мировых богатств, развитие капитала и рынка, который нуждается в ускорении обменов и моментальной организации сверхбыстрого сообщения. Необходимость ускорения обменов и сообщения во всемирном масштабе приводит к глобализации и релятивистскому сжатию реальности, что порождает медиареальность. Техническую основу медиареальности составляют повсеместная информатизация, компьютеризация, дигитализация и автоматизация процессов, происходящих в обществе, а также появление новых средств коммуникации.